# 정광 (북위)
정광(正光)은 중국 북위(北魏) 효명제(孝明帝)의 세 번째 연호이다. 520년 7월에서 525년 6월까지 5년 동안 사용하였다.
같은 시기에 사용된 다른 연호로는 양(梁)에서 사용한 보통(普通 : 520년 ~ 527년)이 있다.

## 개원
신귀(神龜) 3년 7월 19일(520년 8월 18일)에 정광(正光)으로 개원함.

## 연대대조표
| 정광                | 원년            | 2년        | 3년        | 4년        | 5년        | 6년        |
| 서력                | 520년           | 521년      | 522년      | 523년      | 524년      | 525년      |
| 육십간지 (六十干支) | 경자(庚子)      | 신축(辛丑) | 임인(壬寅) | 계묘(癸卯) | 갑진(甲辰) | 을사(乙巳) |
| 양 (梁)             | 보통(普通) 원년 | 2년        | 3년        | 4년        | 5년        | 6년        |

## 같이 보기
- 중국의 연호

| 이전 연호 신귀(神龜) | 중국의 연호 북위(北魏) | 다음 연호 효창(孝昌) |